# 孖寶
孖寶（英語：Double）為賽馬博彩的一個彩池，澳門賽馬會或香港賽馬會接受投注投注者需於指定的連續兩場賽事均選中第一名馬匹便可獲得「正獎」。如果在指定的連續兩場賽事中，第一關選中第一名馬匹及第二關選中第二名馬匹亦可得到「安慰獎」。在澳洲、紐西蘭及美國賽馬有類似的彩池稱為「Daily Double」，開放首兩場及尾兩場賽馬事投注。

## 投金額
以香港及澳門為例，最少每注港幣或澳門幣10元。

## 投注方法
| 投種類     | 投注方法                                                        |
| ---------- | ------------------------------------------------------------- |
| 「單式」投 | 從自選任何馬匹編號中每關選出1匹不同馬匹編號。                 |
| 「複式」投 | 從自選任何馬匹編號中選出其中一關在內的2匹或以上不同馬匹編號。 |

## 中獎方法
- 正獎﹕在指定的連續兩場賽事均選中第一名馬匹。
- 安慰獎﹕在指定的連續兩場賽事中，第一關選中第一名馬匹及第二關選中第二名馬匹。

## 有關香港賽馬孖寶的派彩紀錄
最高紀錄於2012年5月12日產生，頭關金威勝及尾關亮亮的。每港幣$10派$77,825.5。
安慰獎最高紀錄於2016年9月11日產生，頭關喜喜寶及尾關凱倫之寶。每港幣$10派$17,094.5。
最低紀錄於1996年10月12日產生，頭關活力先生及尾關雲中龍。每港幣$10派$13.0。

## 外部連結
- 澳門賽馬會（页面存档备份，存于）
- 香港賽馬會的官方網站（页面存档备份，存于）

## 資料來源
1. ↑  What is daily double?https://extra.betamerica.com/betting-info/how-to-bet/daily-double-bet
2. ↑  daily double wikipedia Daily double （页面存档备份，存于）
3. 1 2 3  東網派彩紀錄 http://racing.on.cc/racing/sta/current/rjstai0001x0.html （页面存档备份，存于）